# Arne Johnsson
Karl Arne Vilhelm Johnsson, född 21 augusti 1950 i Madesjö församling i Småland, är en svensk poet, litteraturkritiker och bibliotekarie. 
Johnsson debuterade som författare 1985 och har givit ut fjorton diktsamlingar. Han bor  i Örebro.

## Priser och utmärkelser (urval)
- 1989 – Stig Carlson-priset
- 1989 – Lindesbergs kommuns kulturpris
- 1989 – Nybro kommuns kulturpris
- 1995 – Aftonbladets litteraturpris
- 1995 – Gerard Bonniers lyrikpris
- 1998 – De Nios Vinterpris
- 1999 – Gustaf Fröding-sällskapets lyrikpris
- 2001 – Östrabopriset
- 2007 – Årets länsförfattare i Örebro län
- 2007 – Svenska Dagbladets litteraturpris
- 2008 – Bellmanpriset
- 2010 – Örebro läns landstings kulturpris
- 2012 – Litteris et Artibus
- 2012 – De Nios Stora Pris
- 2014 – Eric och Ingrid Lilliehööks stipendium
- 2021 – Doblougska priset